# 中华茨藻
中华茨藻（学名：Najas indica），又名印度茨藻，为茨藻科茨藻属下的一个种。它為一年生植物，主要分佈於印度、中国、日本、东南亚和新几内亚。
种名indica意为印度的。